# (21250) Kamikouchi
(21250) Kamikouchi (1995 YQ2) – planetoida z pasa głównego asteroid okrążająca Słońce w ciągu 4,51 lat w średniej odległości 2,73 j.a. Odkryta 17 grudnia 1995 roku.